# طرخشقون شريفي
طرخشقون شريفي (باللاتينية: Taraxacum sherriffii) هو نوع نباتي يتبع جنس الطرخشقون من القبيلة الشيكورية.